# Roel van Helden

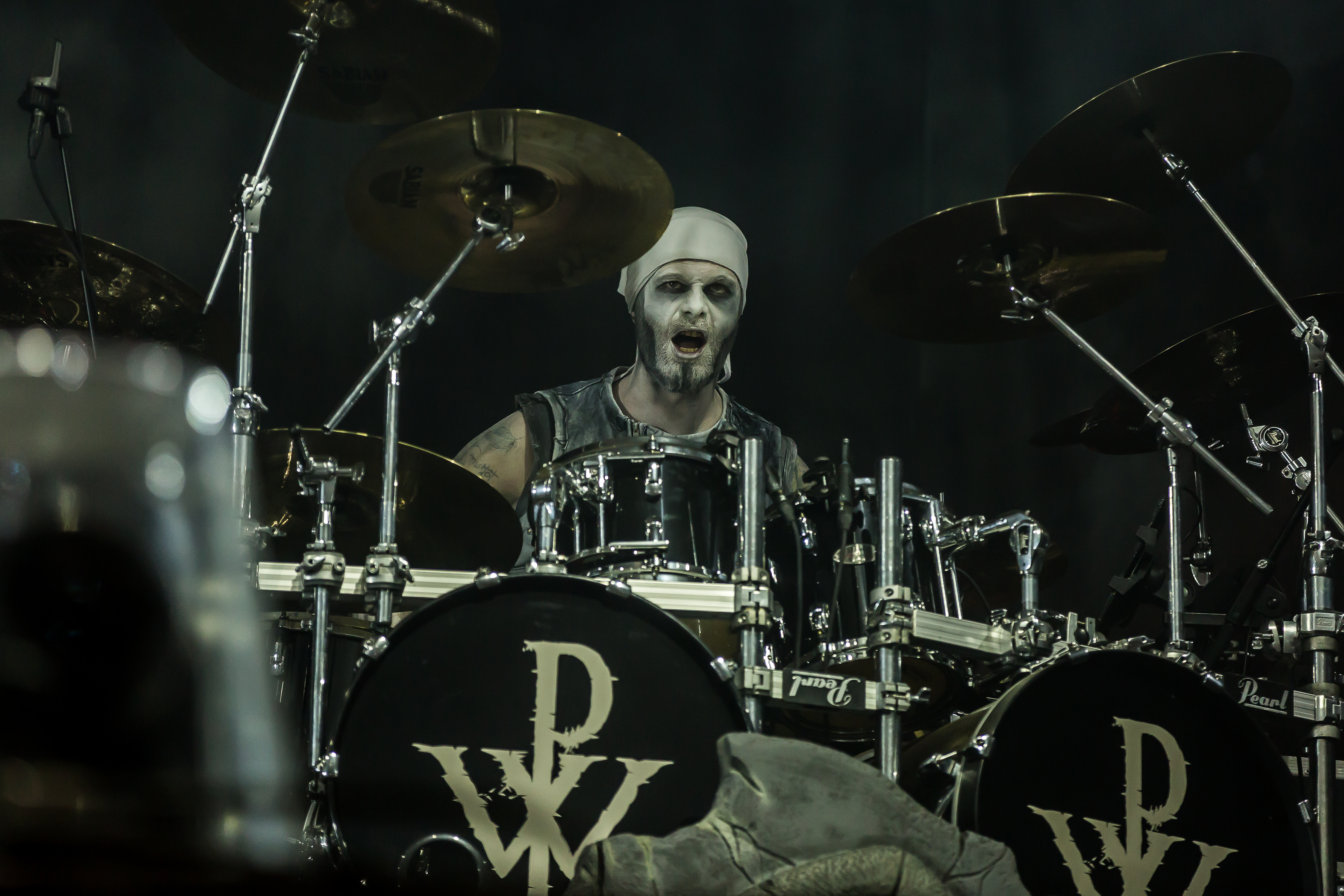
Roel van Helden (2018)

Roel van Helden (* 2. September 1980 in Lottum, Horst aan de Maas) ist ein niederländischer Musiker. Bekannt ist er als Schlagzeuger der Power-Metal-Band Powerwolf.

## Karriere
Als er 11 Jahre alt war, kauften seine Eltern ein Schlagzeug für ihn und seinen Bruder.
Er beendete 1996 das Blariacum College in Venlo und 2006 das Conservatorium Tilburg.
Er spielte mit DVPLO, Gramoxone, Marcel Coenen, My Favorite Scar, Subsignal, und Sun Caged. Derzeit spielt er in Powerwolf, Delphian, Lites over Fenix und System Pilot.
Er kam 2011 als Nachfolger von Tom Diener zu Powerwolf.
Am 25. Oktober 2012 veröffentlichte er sein Debüt-Soloalbum RvH.

## Diskografie
- RvH (2012)

### Powerwolf
- Blood of the Saints (2011)
- Preachers of the Night (2013)
- Blessed & Possessed (2015)
- The Sacrament of Sin (2018)
- Metallum Nostrum (2019)
- Call of the Wild (2021)
- Wake Up the Wicked (2024)

### Delphian
- Demo (2004)
- Oracle (2005)
- Unravel (2007)

### Lites over Fenix
- From Dust E.P. (2008)

### DVPLO
- Demo #1 (1998)
- Promo '98 (1998)
- Demo #2 (1999)
- Peaceful Easy End (2000)

### Subsignal
- Beautiful & Monstrous (2009)
- Touchstones (2011)

### Sun Caged
- Artemisia (2007)
- The Lotus Effect (2011)